# Золотой глобус (премия, 2002)
59-я церемония вручения наград премии «Золотой глобус»

20 января 2002
Лучший фильм (драма): 

«Игры разума»
Лучший фильм (комедия или мюзикл): 

«Мулен Руж!»
Лучший драматический сериал: 

«Клиент всегда мёртв»
Лучший сериал (комедия или мюзикл): 

«Секс в большом городе»
Лучший мини-сериал или фильм на ТВ: 

«Братья по оружию»
< 58-я Церемонии вручения 60-я >
59-я церемония вручения наград премии «Золотой глобус» за заслуги в области кинематографа за 2001 год.

## Победители и номинанты

### Игровое кино
| Победители выделены отдельным цветом. |

Здесь приведён полный список номинантов.
| Категории                                | Фотографии лауреатов                                                         | Победители и номинанты                                                  |
| ---------------------------------------- | ---------------------------------------------------------------------------- | ----------------------------------------------------------------------- |
| Лучший фильм (драма)                     |                                                                              | • «Игры разума»                                                         |
| Лучший фильм (драма)                     | • «В спальне»                                                                |                                                                         |
| Лучший фильм (драма)                     | • «Малхолланд Драйв»                                                         |                                                                         |
| Лучший фильм (драма)                     | • «Властелин колец: Братство Кольца»                                         |                                                                         |
| Лучший фильм (драма)                     | • «Человек, которого не было»                                                |                                                                         |
| Лучший фильм (комедия или мюзикл)        |                                                                              | • «Мулен Руж!»                                                          |
| Лучший фильм (комедия или мюзикл)        | • «Дневник Бриджит Джонс»                                                    |                                                                         |
| Лучший фильм (комедия или мюзикл)        | • «Госфорд-парк»                                                             |                                                                         |
| Лучший фильм (комедия или мюзикл)        | • «Блондинка в законе»                                                       |                                                                         |
| Лучший фильм (комедия или мюзикл)        | • «Шрек»                                                                     |                                                                         |
| Лучший режиссёр                          |                                                                              | • Роберт Олтмен — «Госфорд-парк»                                        |
| Лучший режиссёр                          | • Баз Лурман — «Мулен Руж!»                                                  |                                                                         |
| Лучший режиссёр                          | • Рон Ховард — «Игры разума»                                                 |                                                                         |
| Лучший режиссёр                          | • Стивен Спилберг — «Искусственный разум»                                    |                                                                         |
| Лучший режиссёр                          | • Дэвид Линч — «Малхолланд Драйв»                                            |                                                                         |
| Лучший режиссёр                          | • Питер Джексон — «Властелин колец: Братство Кольца»                         |                                                                         |
| Лучшая мужская роль (драма)              |                                                                              | • Рассел Кроу — «Игры разума» за роль Джона Нэша                        |
| Лучшая мужская роль (драма)              | • Уилл Смит — «Али» за роль Мохаммеда Али                                    |                                                                         |
| Лучшая мужская роль (драма)              | • Дензел Вашингтон — «Тренировочный день» за роль Аллонзо Харриса            |                                                                         |
| Лучшая мужская роль (драма)              | • Кевин Спейси — «Корабельные новости» за роль Койла                         |                                                                         |
| Лучшая мужская роль (драма)              | • Билли Боб Торнтон — «Человек, которого не было» за роль Эда Крейна         |                                                                         |
| Лучшая женская роль (драма)              |                                                                              | • Сисси Спейсек — «В спальне» за роль Рут Фаулер                        |
| Лучшая женская роль (драма)              | • Хэлли Берри — «Бал монстров» за роль Летиции Масгров                       |                                                                         |
| Лучшая женская роль (драма)              | • Джуди Денч — «Айрис» за роль Айрис Мердок                                  |                                                                         |
| Лучшая женская роль (драма)              | • Николь Кидман — «Другие» за роль Грейс Стюарт                              |                                                                         |
| Лучшая женская роль (драма)              | • Тильда Суинтон — «Концы в воду» за роль Маргарет Холл                      |                                                                         |
| Лучшая мужская роль (комедия или мюзикл) |                                                                              | • Джин Хэкмен — «Семейка Тененбаум» за роль Ройала Тененбаума           |
| Лучшая мужская роль (комедия или мюзикл) | • Хью Джекман — «Кейт и Лео» за роль Леопольда                               |                                                                         |
| Лучшая мужская роль (комедия или мюзикл) | • Юэн Макгрегор — «Мулен Руж!» за роль Кристиана                             |                                                                         |
| Лучшая мужская роль (комедия или мюзикл) | • Джон Кэмерон Митчелл — «Хедвиг и злосчастный дюйм» за роль Хедвига         |                                                                         |
| Лучшая мужская роль (комедия или мюзикл) | • Билли Боб Торнтон — «Бандиты» за роль Терри Ли Коллинза                    |                                                                         |
| Лучшая женская роль (комедия или мюзикл) |                                                                              | • Николь Кидман — «Мулен Руж!» за роль Сатин                            |
| Лучшая женская роль (комедия или мюзикл) | • Тора Бёрч — «Призрачный мир» за роль Энид                                  |                                                                         |
| Лучшая женская роль (комедия или мюзикл) | • Кейт Бланшетт — «Бандиты» за роль Кейт Уиллер                              |                                                                         |
| Лучшая женская роль (комедия или мюзикл) | • Риз Уизерспун — «Блондинка в законе» за роль Элль Вудс                     |                                                                         |
| Лучшая женская роль (комедия или мюзикл) | • Рене Зеллвегер — «Дневник Бриджит Джонс» за роль Бриджит Джонс             |                                                                         |
| Лучшая мужская роль второго плана        |                                                                              | • Джим Бродбент — «Айрис» за роль Джона Бейли                           |
| Лучшая мужская роль второго плана        | • Джон Войт — «Али» за роль Говарда Коселла                                  |                                                                         |
| Лучшая мужская роль второго плана        | • Стив Бушеми — «Призрачный мир» за роль Сеймура                             |                                                                         |
| Лучшая мужская роль второго плана        | • Хейден Кристенсен — «Жизнь как дом» за роль Сэма Монро                     |                                                                         |
| Лучшая мужская роль второго плана        | • Джуд Лоу — «Искусственный разум» за роль Жиголо Джо                        |                                                                         |
| Лучшая мужская роль второго плана        | • Бен Кингсли — «Сексуальная тварь» за роль Дона Логэна                      |                                                                         |
| Лучшая женская роль второго плана        |                                                                              | • Дженнифер Коннелли — «Игры разума» за роль Алисии Нэш                 |
| Лучшая женская роль второго плана        | • Кейт Уинслет — «Айрис» за роль Айрис Мёрдок в молодости                    |                                                                         |
| Лучшая женская роль второго плана        | • Хелен Миррен — «Госфорд-парк» за роль миссис Уилсон                        |                                                                         |
| Лучшая женская роль второго плана        | • Мэгги Смит — «Госфорд-парк» за роль графини Констанс Трентэм               |                                                                         |
| Лучшая женская роль второго плана        | • Мариса Томей — «В спальне» за роль Натали Страут                           |                                                                         |
| Лучшая женская роль второго плана        | • Камерон Диас — «Ванильное небо» за роль Джули Джиани                       |                                                                         |
| Лучший сценарий                          |                                                                              | • Акива Голдсман — «Игры разума»                                        |
| Лучший сценарий                          | • Джулиан Феллоуз — «Госфорд-парк»                                           |                                                                         |
| Лучший сценарий                          | • Кристофер Нолан — «Помни»                                                  |                                                                         |
| Лучший сценарий                          | • Дэвид Линч — «Малхолланд Драйв»                                            |                                                                         |
| Лучший сценарий                          | • Братья Коэн — «Человек, которого не было»                                  |                                                                         |
| Лучшая музыка к фильму                   |                                                                              | • Крэйг Армстронг — «Мулен Руж!»                                        |
| Лучшая музыка к фильму                   | • Лиза Джеррард и Питер Бурк — «Али»                                         |                                                                         |
| Лучшая музыка к фильму                   | • Джеймс Хорнер — «Игры разума»                                              |                                                                         |
| Лучшая музыка к фильму                   | • Анджело Бадаламенти — «Малхолланд Драйв»                                   |                                                                         |
| Лучшая музыка к фильму                   | • Кристофер Янг — «Корабельные новости»                                      |                                                                         |
| Лучшая музыка к фильму                   | • Ханс Циммер — «Перл-Харбор»                                                |                                                                         |
| Лучшая музыка к фильму                   | • Джон Уильямс — «Искусственный разум»                                       |                                                                         |
| Лучшая музыка к фильму                   | • Говард Шор — «Властелин колец: Братство Кольца»                            |                                                                         |
| Лучшая песня                             |                                                                              | • «Until…» — «Кейт и Лео» (исполнитель Стинг)                           |
| Лучшая песня                             | • «Come What May» — «Мулен Руж!» (исполнитель Николь Кидман и Юэн Макгрегор) |                                                                         |
| Лучшая песня                             | • «There You’ll Be» — «Перл-Харбор» (исполнитель Фэйт Хилл)                  |                                                                         |
| Лучшая песня                             | • «May It Be» — «Властелин колец: Братство Кольца» (исполнитель Эния)        |                                                                         |
| Лучшая песня                             | • «Vanilla Sky» — «Ванильное небо» (исполнитель Пол Маккартни)               |                                                                         |
| Лучший фильм на иностранном языке        |                                                                              | • «Ничья земля» (режиссёр Данис Танович, страна — Босния и Герцеговина) |
| Лучший фильм на иностранном языке        | • «Амели» (режиссёр Жан-Пьер Жёне, страна — Франция)                         |                                                                         |
| Лучший фильм на иностранном языке        | • «И твою маму тоже» (режиссёр Альфонсо Куарон, страна — Мексика)            |                                                                         |
| Лучший фильм на иностранном языке        | • «Последнее солнце» (режиссёр Вальтер Саллес, страна — Бразилия)            |                                                                         |
| Лучший фильм на иностранном языке        | • «Лагаан: Однажды в Индии» (режиссёр Ашутош Говарикер, страна — Индия)      |                                                                         |

### Телевизионные фильмы и сериалы
| Победители выделены отдельным цветом. |

| Категории                                                                 | Фотографии лауреатов                                                      | Победители и номинанты                                                 |
| ------------------------------------------------------------------------- | ------------------------------------------------------------------------- | ---------------------------------------------------------------------- |
| Лучший телевизионный сериал (драма)                                       |                                                                           | • «Клиент всегда мёртв»                                                |
| Лучший телевизионный сериал (драма)                                       | • «24 часа»                                                               |                                                                        |
| Лучший телевизионный сериал (драма)                                       | • «Шпионка»                                                               |                                                                        |
| Лучший телевизионный сериал (драма)                                       | • «C.S.I.: Место преступления»                                            |                                                                        |
| Лучший телевизионный сериал (драма)                                       | • «Клан Сопрано»                                                          |                                                                        |
| Лучший телевизионный сериал (драма)                                       | • «Западное крыло»                                                        |                                                                        |
| Лучший телевизионный сериал (комедия или мюзикл)                          |                                                                           | • «Секс в большом городе»                                              |
| Лучший телевизионный сериал (комедия или мюзикл)                          | • «Элли Макбил»                                                           |                                                                        |
| Лучший телевизионный сериал (комедия или мюзикл)                          | • «Фрейзер»                                                               |                                                                        |
| Лучший телевизионный сериал (комедия или мюзикл)                          | • «Друзья»                                                                |                                                                        |
| Лучший телевизионный сериал (комедия или мюзикл)                          | • «Уилл и Грейс»                                                          |                                                                        |
| Лучшая мужская роль в телевизионном сериале (драма)                       |                                                                           | • Кифер Сазерленд — «24 часа» за роль Джека Бауэра                     |
| Лучшая мужская роль в телевизионном сериале (драма)                       | • Саймон Бейкер — «Защитник» за роль Ника Фэллина                         |                                                                        |
| Лучшая мужская роль в телевизионном сериале (драма)                       | • Джеймс Гандольфини — «Клан Сопрано» за роль Тони Сопрано                |                                                                        |
| Лучшая мужская роль в телевизионном сериале (драма)                       | • Питер Краузе — «Клиент всегда мёртв» за роль Нейта Фишера               |                                                                        |
| Лучшая мужская роль в телевизионном сериале (драма)                       | • Мартин Шин — «Западное крыло»                                           |                                                                        |
| Лучшая женская роль в телевизионном сериале (драма)                       |                                                                           | • Дженнифер Гарнер — «Шпионка» за роль Сидни Бристоу                   |
| Лучшая женская роль в телевизионном сериале (драма)                       | • Эди Фалко — «Клан Сопрано» за роль Кармелы Сопрано                      |                                                                        |
| Лучшая женская роль в телевизионном сериале (драма)                       | • Лоррейн Бракко — «Клан Сопрано» за роль Дженнифер Мелфи                 |                                                                        |
| Лучшая женская роль в телевизионном сериале (драма)                       | • Сила Уорд — «Опять и снова» за роль Лили Мэннинг                        |                                                                        |
| Лучшая женская роль в телевизионном сериале (драма)                       | • Лорен Грэм — «Девочки Гилмор» за роль Лорелай Гилмор                    |                                                                        |
| Лучшая женская роль в телевизионном сериале (драма)                       | • Эми Бреннеман — «Справедливая Эми» за роль Эми Грей                     |                                                                        |
| Лучшая женская роль в телевизионном сериале (драма)                       | • Марг Хелгенбергер — «C.S.I.: Место преступления» за роль Кэтрин Уиллоус |                                                                        |
| Лучшая мужская роль в телевизионном сериале (комедия или мюзикл)          |                                                                           | • Чарли Шин — «Спин-Сити»                                              |
| Лучшая мужская роль в телевизионном сериале (комедия или мюзикл)          | • Том Кавана — «Эд»                                                       |                                                                        |
| Лучшая мужская роль в телевизионном сериале (комедия или мюзикл)          | • Келси Грэммер — «Фрейзер» за роль Фрейзера Крэйна                       |                                                                        |
| Лучшая мужская роль в телевизионном сериале (комедия или мюзикл)          | • Фрэнки Муниз — «Малкольм в центре внимания» за роль Малкольма           |                                                                        |
| Лучшая мужская роль в телевизионном сериале (комедия или мюзикл)          | • Эрик Маккормак — «Уилл и Грейс»                                         |                                                                        |
| Лучшая женская роль в телевизионном сериале (комедия или мюзикл)          |                                                                           | • Сара Джессика Паркер — «Секс в большом городе» за роль Кэрри Брэдшоу |
| Лучшая женская роль в телевизионном сериале (комедия или мюзикл)          | • Дебра Мессинг — «Уилл и Грейс» за роль Грейс Адлер                      |                                                                        |
| Лучшая женская роль в телевизионном сериале (комедия или мюзикл)          | • Хизер Локлир — «Спин-Сити» за роль Кейтлин Мур                          |                                                                        |
| Лучшая женская роль в телевизионном сериале (комедия или мюзикл)          | • Калиста Флокхарт — «Элли Макбил» за роль Элли Макбил                    |                                                                        |
| Лучшая женская роль в телевизионном сериале (комедия или мюзикл)          | • Джейн Качмарек — «Малкольм в центре внимания» за роль Лоис              |                                                                        |
| Лучший мини-сериал или телефильм                                          |                                                                           | • «Братья по оружию»                                                   |
| Лучший мини-сериал или телефильм                                          | • «Анна Франк»                                                            |                                                                        |
| Лучший мини-сериал или телефильм                                          | • «Заговор»                                                               |                                                                        |
| Лучший мини-сериал или телефильм                                          | • «Жизнь с Джуди Гарленд»                                                 |                                                                        |
| Лучший мини-сериал или телефильм                                          | • «Эпилог»                                                                |                                                                        |
| Лучшая мужская роль (мини-сериал или телефильм)                           |                                                                           | • Джеймс Франко — «Джеймс Дин» за роль Джеймса Дина                    |
| Лучшая мужская роль (мини-сериал или телефильм)                           | • Барри Пеппер — «61*» за роль Роджера Мариса                             |                                                                        |
| Лучшая мужская роль (мини-сериал или телефильм)                           | • Бен Кингсли — «Анна Франк» за роль Отто Франка                          |                                                                        |
| Лучшая мужская роль (мини-сериал или телефильм)                           | • Кеннет Брана — «Заговор» за роль Рейнхарда Гейдриха                     |                                                                        |
| Лучшая мужская роль (мини-сериал или телефильм)                           | • Дэмиэн Льюис — «Братья по оружию» за роль Ричарда Уинтерса              |                                                                        |
| Лучшая женская роль (мини-сериал или телефильм)                           |                                                                           | • Джуди Дэвис — «Жизнь с Джуди Гарленд» за роль Джуди Гарленд          |
| Лучшая женская роль (мини-сериал или телефильм)                           | • Эмма Томпсон — «Эпилог» за роль Вивиан Беаринг                          |                                                                        |
| Лучшая женская роль (мини-сериал или телефильм)                           | • Джулианна Маргулис — «Туманы Авалона» за роль Морганы                   |                                                                        |
| Лучшая женская роль (мини-сериал или телефильм)                           | • Лили Собески — «Восстание» за роль Тоси Олтман                          |                                                                        |
| Лучшая женская роль (мини-сериал или телефильм)                           | • Ханна Тейлор-Гордон — «Анна Франк» за роль Анны Франк                   |                                                                        |
| Лучшая женская роль (мини-сериал или телефильм)                           | • Бриджит Фонда — «Необычный ребенок» за роль Линды Синклэр               |                                                                        |
| Лучшая мужская роль второго плана (телесериал, мини-сериал или телефильм) |                                                                           | • Стэнли Туччи — «Заговор» за роль Адольфа Эйхманна                    |
| Лучшая мужская роль второго плана (телесериал, мини-сериал или телефильм) | • Джон Корбетт — «Секс в большом городе» за роль Эйдана Шоу               |                                                                        |
| Лучшая мужская роль второго плана (телесериал, мини-сериал или телефильм) | • Шон Хейс — «Уилл и Грейс» за роль Джека МакФарленда                     |                                                                        |
| Лучшая мужская роль второго плана (телесериал, мини-сериал или телефильм) | • Рон Ливингстон — «Братья по оружию» за роль Льюиса Никсона              |                                                                        |
| Лучшая мужская роль второго плана (телесериал, мини-сериал или телефильм) | • Брэдли Уитфорд — «Западное крыло»                                       |                                                                        |
| Лучшая женская роль второго плана (телесериал, мини-сериал или телефильм) |                                                                           | • Рэйчел Гриффитс — «Клиент всегда мёртв» за роль Бренды Ченовит       |
| Лучшая женская роль второго плана (телесериал, мини-сериал или телефильм) | • Меган Маллалли — «Уилл и Грейс» за роль Карен Уокер                     |                                                                        |
| Лучшая женская роль второго плана (телесериал, мини-сериал или телефильм) | • Дженнифер Энистон — «Друзья» за роль Рэйчел Грин                        |                                                                        |
| Лучшая женская роль второго плана (телесериал, мини-сериал или телефильм) | • Эллисон Дженни — «Западное крыло» за роль Си Джей Крегг                 |                                                                        |
| Лучшая женская роль второго плана (телесериал, мини-сериал или телефильм) | • Тэмми Бланчард — «Жизнь с Джуди Гарленд» за роль молодой Джуди Гарленд  |                                                                        |

## Премия Сесиля Б. Де Милля
| Награда за вклад в кинематограф | Фотография | Имя             |
| ------------------------------- | ---------- | --------------- |
| Премия Сесиля Б. Де Милля       |            | • Харрисон Форд |

## Мисс/Мистер «Золотой глобус»
| Символическая награда        | Изображение | Имя                                       |
| ---------------------------- | ----------- | ----------------------------------------- |
| Мисс/Мистер «Золотой глобус» |             | • Haley Giraldo — дочь певицы Пэт Бенатар |